# Didymocarpus megaphyllus
Didymocarpus megaphyllus là một loài thực vật có hoa trong họ Tai voi. Loài này được Barnett mô tả khoa học đầu tiên năm 1961.